# Eyjafjörður

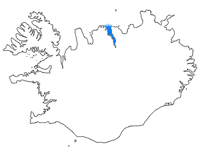
De fjord Eyjafjörður, in het blauw weergegeven

De Eyjafjörður is de langste fjord van IJsland en ligt in het op een na dichtstbevolkte gebied van Noord-IJsland. De naam Eyjafjörður betekent "Eilandfjord" in het IJslands en in het midden van de fjord ligt het betreffende eiland. Dit eiland Hrísey is het op een na grootste eiland van IJsland. Hrísey wordt vaak de Parel van de Eyjafjörður genoemd.

## Geografische gegevens
De Eyjafjörður is 60 kilometer lang. Aan de monding tussen de vuurtorens bij Siglunes en Gjögurtá is de fjord 25 kilometer breed, en over het grootste deel bedraagt de breedte slechts 6 tot 10 kilometer. Twee kleinere fjorden monden min of meer aan de westkant van de Eyjafjörður uit: de Ólafsfjörður en de Héðinsfjörður.
De fjord is omringd door heuvels en bergen, die aan de westelijke kant het hoogst zijn. Daarnaast komen er dalen op de Eyjafjörður uit, zoals Hörgárdalur, waar de hringvegur doorheen loopt, en de diepe smalle Þorvaldsdalur. Dalsmynni is de grootste vallei aan de oostkant van de fjord. Aan de zuidkant liggen vlakke stroken land.
Rivieren die in de Eyjafjörður uitmonden zijn o.a. de Eyjafjarðará, de Fnjóská en de Hörgá.
Akureyri is veruit de grootste stad aan de Eyjafjörður. Andere plaatsen aan de fjord zijn Dalvík, Hrísey, Árskógssandur, Hauganes, Hjalteyri, Svalbarðseyri en Grenivík. De meeste van deze plaatsen hebben de visserij als belangrijkste economische sector, maar Akureyri fungeert ook als dienstencentrum en is de thuisbasis van een groeiende universiteit.

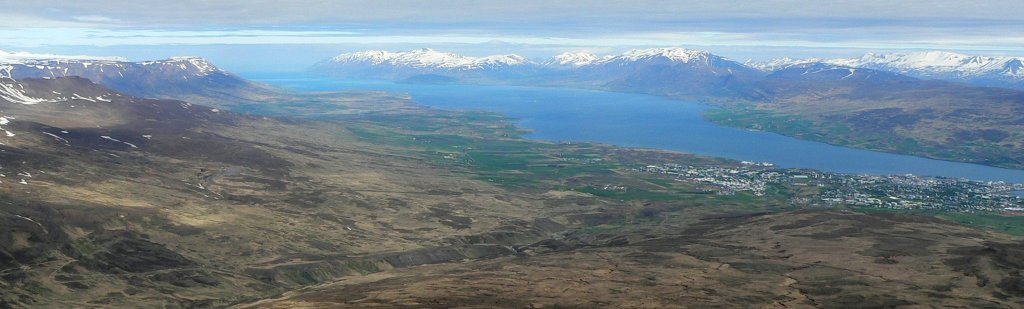
Zicht vanaf de berg Súlur op de Eyjafjörður met Akureyri op de voorgrond